# Порвенір
Порвенір (ісп. Porvenir) — найбільше чилійське поселення на архіпелазі Вогняна земля, розташоване на березі Магелланової протоки. На протилежному березі Магелланової протоки напроти Порвеніра знаходиться місто Пунта-Аренас, найпівденніше континентальне місто на планеті.
Населення — 6,4 тис. мешканців (2004), з них близько двох тисяч солдатів чилійського гарнізону. Більшість мирних жителів мають хорватське походження. Також багато переселенців з острова Чилое.
Перші постійні поселення почали з'являтися на місці сучасного Порвеніра з 1883 року, а 13 грудня 1899 року було засновано місто Пуерто-Порвенір. Зараз одна з найважливіших галузей економіки муніципалітету — туризм.
Клімат в місті прохолодний морський, але сухий. Температура коливається від 1,0-1,5 °С в липні до 10,0-10,5 °C у січні (середньорічна — близько 6 °C). Опади випадають рівномірно в кожному місяці, всього 370 мм в рік. Літом опади випадають у вигляді дощу, взимку — або у вигляді дощу, або снігу, або в їх комбінації.
| Чилі | Це незавершена стаття з географії Чилі. Ви можете допомогти проєкту, виправивши або дописавши її. |